# (797) Монтана
(797) Монтана (лат. Montana) — небольшой астероид из группы главного пояса, принадлежащий к светлому спектральному классу S. Он был открыт 17 ноября 1914 года немецким астрономом Хольгером Тиле в Гамбургской обсерватории и назван в честь латинского слова Montana, что переводится как горная деревня. Это первый астероид, открытый в Гамбургской обсерватории.
В период с 2003 по 2007 год астрономами René Roy, Horacio Correia, Laurent Bernasconi и Richard Ditteon независимо друг от друга были проведены фотометрические наблюдения этого астероида, в результате чего все четверо получили примерно одинаковые кривые блеска (с колебаниями яркости от 0,32 до 0,41), которые указывали на период вращения астероида в 4,54 часа.
Альбедо астероида также измерялось различными способами. В результате было получено несколько значений альбедо — от 0,35 до 0,281 и, соответственно, диаметров астероида — от 19,2 до 21,91 км. При этом стандартное альбедо для каменистых астероидов S класса 0,20 даёт расчётный диаметр астероида в 25,41 км.